# Headstrong (album de Pink Cream 69)
Pour les articles homonymes, voir Headstrong.
 (avril 2025).
Si vous disposez d'ouvrages ou d'articles de référence ou si vous connaissez des sites web de qualité traitant du thème abordé ici, merci de compléter l'article en donnant les références utiles à sa vérifiabilité et en les liant à la section « Notes et références ».
Albums de Pink Cream 69
Ceremonial
(2013)
Headstrong est le douzième album du groupe allemand de heavy metal Pink Cream 69, publié le 10 novembre 2017 par Frontiers Records. Il est composé de dix pistes, plus un disque bonus qui propose neuf pistes live enregistrées en 2013 à Ludwigsburg en Allemagne.

## Liste des chansons

### Disque 1 (album)
| 1.    | We Bow To None (Koffler/Ward) | 3:35 |
| 2.    | Walls Come Down (Ward)        | 4:26 |
| 3.    | Unite And Divide              | 4:39 |
| 4.    | No More Fear                  | 4:33 |
| 5.    | Man Of Sorrow                 | 5:13 |
| 6.    | Path Of Destiny               | 4:42 |
| 7.    | Vagrant Of The Night          | 4:36 |
| 8.    | Bloodsucker                   | 3:58 |
| 9.    | Whistleblower                 | 4:34 |
| 10.   | The Other Man                 | 4:40 |
| 44:56 |                               |      |

### Disque 2 (concert Ludwigsburg 2013)
| 1.    | Special                  | 4:15 |
| 2.    | Talk to the Moon         | 4:51 |
| 3.    | Break the Silence        | 3:54 |
| 4.    | Do You Like it Like That | 4:32 |
| 5.    | The Spirit               | 4:58 |
| 6.    | Livin' My Life for You   | 4:02 |
| 7.    | Wasted Years             | 4:22 |
| 8.    | Welcome the Night        | 5:01 |
| 9.    | Shame                    | 5:57 |
| 41:52 |                          |      |

## Personnel
- David Readman – chant
- Alfred Koffler – guitare
- Uwe Reitenauer - guitare
- Dennis Ward – Guitare basse, chœurs, production
- Chris Schmidt – Batterie